# زوزدتس
زوزدتس (به بلغاری: Zvezdets) روستایی در بلغارستان است که در استان بورگاس واقع شده‌است.